# Cryptome
Cryptome è un sito web ideato negli Stati Uniti nel giugno del 1996 da studiosi indipendenti e dagli architetti John Young e Deborah Natsios. Raccoglie documenti censurati da parte dei governi di tutto il mondo, in particolare materiale sulla libertà di espressione, privacy, crittografia, tecnologie dual-use, sicurezza nazionale, d'intelligence e segreti governativi, di documenti classificati segreti e non solo.
Cryptome ospita documenti scomodi e il suo database è composto da oltre 65.000 file, comprese le fotografie non pubblicate dei soldati statunitensi uccisi in Iraq, le liste di persone ritenute agenti del servizio segreto MI6, le mappe dettagliate delle strutture di governo (basate sulle cartografie disponibili e le fotografie aeree) e 4.000 foto della guerra in Iraq di uccisi e mutilati.
Altri siti sono strettamente legati a Cryptome. Cartome, amministrato da Deborah Natsios è un archivio di documenti di siti spaziali e geografici censurati dai governi. L'archivio bulbo oculare fornisce una documentazione fotografica dei siti sensibili, che sono abitualmente nascosti alla vista del pubblico. Un altro sito è Cryptome CN specializzato nella pubblicazione di documenti ed informazioni vietati nella Repubblica popolare cinese.

## Storia
Il 20 aprile 2007 il sito ha ricevuto una notifica di sfratto dal suo server di hosting della società Verio per violazioni, non specificate, di politica e pubblicazioni non lecite. Il periodo di preavviso di due settimane (data oscuramento 4 maggio 2007) ha permesso di trasferire il sito in un altro hosting.
Nel febbraio 2010, Cryptome è stato oscurato in seguito alla denuncia di Network Solutions per presunte violazioni DMCA (Digital Millennium Copyright Act) dopo aver pubblicato un "manuale di spionaggio legale della Microsoft" su come decodificare e interpretare i dati sensibili delle loro banche. Microsoft ha ritirato la denuncia tre giorni dopo e il sito è stato ripristinato.
Nel marzo 2010, PayPal ha sospeso il suo servizio di donazioni a favore di Cryptome e ha congelato i fondi del conto.

## Indagini governative
John Young sostiene che Cryptome ha attirato l'attenzione delle agenzie governative e riferisce di essere stato interrogato da due agenti dell'FBI in un ufficio dell'anti-terrorismo, racconta di una discussione informale con gli agenti. Ha inoltre descritto come in un'altra occasione due agenti dell'FBI abbiano parlato con lui al telefono e che durante questa conversazione un agente l'avrebbe avvertito dei possibili "guai seri" se avesse pubblicato una conversazione che contenesse i nomi degli agenti.

## Critica
Nel marzo 2005 Reader's Digest ha pubblicato un articolo, sulla base di un'intervista con John Young, dove definisce Cryptome avente una funzione del tutto oltraggiosa. Affermando che Cryptome fosse un "invito ai terroristi" e che mettesse "a rischio vite umane".. John Young ha accolto favorevolmente la critica proveniente da un ideologo asservito alla politica poiché ha aperto il dibattito pubblico sulla necessità di ampliare la libertà di informazione al di là di ristretti "rispettabili" media.
Nel giugno del 2011 a proposito di Wikileaks John Young ha dichiarato:
(John Young, Gli architetti dell’informazione, Domus, n. 948, giugno 2011, p. 58)